# Bussy-Albieux
Bussy-Albieux település Franciaországban, Loire megyében. Lakosainak száma 542 fő (2022. január 1.). Bussy-Albieux Arthun, Cezay, Nollieux, Pommiers-en-Forez, Sainte-Foy-Saint-Sulpice, Saint-Germain-Laval és Saint-Sixte községekkel határos.

## Népesség
A település népességének változása:
| Lakosok száma | 486  | 434  | 448  | 458  | 498  | 535  | 537  | 536  | 537  | 542  |
|               | 1968 | 1982 | 1990 | 2006 | 2013 | 2015 | 2017 | 2019 | 2020 | 2022 |